# Maniac (sèrie de televisió)
Maniac és una minisèrie de televisió, estrenada a Netflix al 2018. La sèrie actualment consta d'una sola temporada de 10 episodis, d'una duració mitjana de 40 minuts cadascun. Creada per Patrick Somerville és un drama-psicològic que ens endinsa en un experiment farmacèutic que està en la seva última fase, els dos protagonistes, Annie Landsberg i Owen Millgrim, viuran el recorregut per aquest d'una manera molt confosa.
Els dos protagonistes principals estan representats per les grans estelles de Hollywood Emma Stone i Jonah Hill.

## Argument
Maniac explica la història de dos joves desconeguts, Annie Landsberg i Owen Millgrim, que acaben en un misteriós experiment farmacèutic, cadascun per les seves raons. L'Annie és una noia traumatitzada per la pèrdua de la seva germana, de la que es culpa contínuament i l'Owen és fill d'una família adinerada que mai ha encaixat i, que lluita diàriament contra un trastorn d'esquizofrènia. Acaben acudint a un experiment farmacèutic que, segons els metges, podrà resoldre els seus problemes psicològics. L'experiment viu un gir inesperat que farà que sigui difícil continuar.